# P. J. Cholapuram
P. J. Cholapuram é uma panchayat (vila) no distrito de Kapur, no estado indiano de Tamil Nadu.

## Demografia
Segundo o censo de 2001,  P. J. Cholapuram  tinha uma população de 6543 habitantes. Os indivíduos do sexo masculino constituem 50% da população e os do sexo feminino 50%. P. J. Cholapuram tem uma taxa de literacia de 58%, inferior à média nacional de 59.5%: a literacia no sexo masculino é de 70% e no sexo feminino é de 46%. Em P. J. Cholapuram, 10% da população está abaixo dos 6 anos de idade.